# Isabel Galí i Izard
Isabel Galí i Izard   (Barcelona, 18 de novembre de 1973) és una periodista i corresponsal catalana. És llicenciada en Periodisme per la Universitat Autònoma de Barcelona i Màster en Relacions Internacionals, Cooperació i Dret Comunitari per la Universitat de Barcelona. Ha treballat a Andorra Televisió, CNN+ i El Periódico.
És redactora dels serveis informatius de TV3 des del 1998. La seva trajectòria arrenca a la redacció dels Telenotícies. Ha estat ENG de la redacció d’informatius. Ha estat sotsdirectora del programa Món, redactora d'informació internacional a TV3 i ha acomplert tasques de coordinació i cap de secció puntualment.
Ha assumit corresponsalies com la de l'Orient Pròxim, del 2004 al 2006; la d'Amèrica Llatina, del 2008 al 2012 (on hi va elaborar el 30 minuts "O rectifiquem o ens enfonsem") . És corresponsal de 3Cat a París des del setembre de 2023 com a resultat del procés de selecció intern per accedir a aquesta plaça.
A més, també ha estat professora associada de periodisme a les universitats Pompeu Fabra i Ramon Llull. També va ser vocal de la junta de l'Institut de Drets Humans de Catalunya.